# ۲۴ (فصل ۳)
فصل سوم که با نام روز سوم نیز شناخته می‌شود در ۲۸ اکتبر ۲۰۰۳ آغاز و در ۲۵ می ۲۰۰۴ پایان یافت.

## داستان
در این فصل جک درصدد می‌آید جلوی ویروسی را که بزودی به خاک ایالات متحده وارد می‌شود را بگیرد و وارد گروه خلافکاری برادران سالازار می‌شود و اتفاقاتی روی می‌دهد.رئیس جمهور این فصل دیوید پالمر است و جریاناتی برای انتخابات مجدد روی می‌دهد.

## مهم‌ترین رویدادهای این فصل
- کناره‌گیری دیوید پالمر در آخر سریال
- مرگ برادران سالازار
- کشته شدن نینا مایرز توسط جک باور
- ایجاد رابطه عاطفی میان کیم باور و چیس ادموز
- دستگیر شدن تونی آلمیدا به علت خیانت برای نجات میشل دسلر
- به هم خوردن رابطه تونی آلمیدا و میشل دسلر

## اپیزود یکم
در این قسمت جک برای بازجویی از یکی از برادران سالازار (رامون سالازار) می‌رود و همچنین دیده می‌شود کیم باور در واحد CTU لس آنجلس مشغول به کار است و جک پسری به نام چیس ادموندز را آورده که با کیم رابطه دارد. همچنین دیوید پالمر به همراه مشاوره برادرش وین پالمر برای انتخابات و ۴ سال ریاست جمهوری بیشتر رقابت می‌کنند.همچنین میشل دسلر و تونی آلمیدا با هم ازدواج کرده‌اند.

## اپیزودهای میانی
پس از نفوذ جک در گروه سالازارها و فراری دادن رامون از زندان و به‌دست آوردن اعتماد هکتور سالازار برای خرید از سازندگان اوکراینی می‌روند اما پس از رفتن با مشکلاتی روبه رو می‌شوند طرف دیگری برای معامله آمده‌است و جالب است نماینده‌اش نینا مایرز است و پس از گذاشتن ویروس به مناقصه سالازارها شکست می‌خورند اما جک متقاعدشان می‌کند و ویروس را از نینا باز پس می‌گیرد ولی آخر مشخص می‌شود ویروس تقلبی است و طرف معامله هنوز قصد انجام دادن عملیات خطرناک تروریستی دارد در این میان‌ها تونی در جریان انجام دادن مأموریتی زخمی می‌شود.همچنین جک انتقام قتل تری را از نینا می‌گیرد و او را می‌کشد.

## اپیزودهای پایانی
در این میان، رایان شاپل به خواستهٔ تروریست‌ها توسط جک کشته می‌شود و همچنین هتلی در لس آنجلس آلوده به این ویروس خطرناک می‌شود و بسیاری افراد آلوده یا کشته می‌شوند. میشل دسلر نیز در این میان آلوده می‌شود اما نجات می‌یابد.جک و چیس در چندین عملیات علیه تروریست‌ها شکست می‌خورند اما سر انجام موفق می‌شوند.پس از این‌ها تروریست‌ها میشل را گروگان می‌گیرند و با تونی تماس می‌گیرند و به او پیشنهاد معامله می‌دهند و تونی این کار را می‌کند و در آخر به‌عنوان خائن شناخته می‌شود که البته بعدها با خواسته دیوید پالمر آزاد می‌شود.
رایان شاپل مسئول تشکیلات سی تی یو همیشه مخالف اعمال جک باور است و او را نادیده میگرد و در قسمت 18 این فصل به خواسته استیون ساندرز رئیس تروریست‌ها که دوست جک و همکار سابق اوست کشته می‌شود
وشری پالمر در این فصل قسمت 23 کشته می‌شود

## بازیگران اصلی
| نام بازیگر      | نام شخصیت   |
| --------------- | ----------- |
| کیفر ساترلند    | جک باور     |
| کارلوس برنارد   | تونی آلمیدا |
| دنیس هایسبرت    | دیوید پالمر |
| ریکو آیلسورت    | میشل دسلر   |
| الیشا کاتبرت    | کیم باور    |
| جیمز بدج دیل    | چیس ادموندز |
| دی. بی. وودساید | وین پالمر   |

## پیوست‌ها
- سریال ۲۴
- ۲۴ (فصل ۴)
- سینمای آمریکا